# Umm Salal
Umm Salal er en provins i Qatar. Umm Salal er en landets mindste provinser med et areal på 317,9 km2, og i 2015 boede der 90.835 personer i provinsen.